# Waterparks
I Waterparks sono un gruppo musicale pop rock statunitense formatosi a Houston nel 2011. Dal 2022 sono sotto contratto con la Fueled by Ramen.

## Stile musicale e influenze
Mescolando vari generi musicali, la band è descritta principalmente come pop punk, pop rock pop, elettropop e alternative rock, ma incorpora anche elementi di hip hop, musica elettronica, indie rock, punk, e jazz. Il frontman Awsten considera il gruppo una rock band che ha raccolto un'ispirazione significativa dalla musica pop. Hanno citato i Sum 41, i blink-182, i Good Charlotte, i My Chemical Romance, i Green Day, Kesha, i Fall Out Boy, i Linkin Park e i Saves the Day come influenze musicali.

## Formazione

### Formazione attuale
- Awsten Knight – voce, chitarra ritmica (2011-presente)
- Geoff Wigington – chitarra, cori (2011-presente)
- Otto Wood – batteria, cori (2012-presente)

### Ex componenti
- Gage Matthieu – basso (2011-2012)
- Owen Marvin – batteria (2011-2012)

### In tour
- Mikey Way – basso (2016-2018)[14]

## Discografia

### Album in studio
- 2016 – Double Dare
- 2018 – Entertainment
- 2019 – Fandom
- 2021 – Greatest Hits
- 2023 – Intellectual Property

### EP
- 2012 – Airplane Conversations
- 2014 – Black Light
- 2016 – Cluster

### Demo
- 2020 – 1 (A Collection of Unreleased Home Demos, This is Not G, or Even an Album, Shut Up Enjoy)

### Singoli
- 2011 – I Was Hiding Under Your Porch Because I Love You
- 2011 – Siver
- 2011 – Fantastic
- 2013 – New Wave
- 2013 – I'm a Natural Blue
- 2015 – Crave
- 2016 – Stupid For You
- 2016 – Hawaii (Stay Awake)
- 2016 – Royal
- 2017 – Gloom Boys
- 2017 – Blonde
- 2017 – Lucky People
- 2017 – Not Warriors
- 2019 – Beating Heart Baby
- 2019 – Turbulent
- 2019 – Watch What Happens Next
- 2019 – Dream Boy
- 2019 – [Reboot]
- 2019 –  High Definition
- 2019 – Easy to Hate
- 2020 – Lowkey As Hell
- 2020 – [Reboot] (live)
- 2020 – High Definition (live)
- 2020 – I Miss Having Sex But At Least I Don't Wanna Die Anymore (live)
- 2020 – Watch What Happens Next (live)
- 2021 – You'd Be Paranoid Too (If Everyone Was Out To Get You)
- 2021 – Just Kidding
- 2022 – Funeral Grey
- 2022 – Self-Sabotage
- 2022 – Fuck About It (feat. Blackbear)
- 2023 – Real Super Dark
- 2023 – Brainwashed

### Partecipazioni a compilation
- 2018 – 2018 Warped Tour Compilation, con Lucky People
- 2019 – Rock Sound: Worship and Tributes Volume II, con Beating Heart Baby (cover degli Head Automatica)

## Videografia

### DVD
- 2020 – Fandom: Live in The UK

## Premi e riconoscimenti
| Anno | Premio                         | Categoria                                | Candidatura    | Risultato       | Note   |
| ---- | ------------------------------ | ---------------------------------------- | -------------- | --------------- | ------ |
| 2017 | Alternative Press Music Awards | Canzone dell'anno                        | Stupid for You | Candidato/a     | [ 15 ] |
| 2017 | Alternative Press Music Awards | Album dell'anno                          | Double Dare    | Candidato/a     | [ 15 ] |
| 2017 | Alternative Press Music Awards | Miglior artista emergente                | Waterparks     | Vincitore/trice | [ 16 ] |
| 2017 | Rock Sound Awards              | Miglior artista emergente internazionale | Waterparks     | Vincitore/trice | [ 17 ] |
| 2019 | Rock Sound Awards              | Canzone dell'anno                        | Turbulent      | Vincitore/trice | [ 18 ] |